# Fábrica de Jeronymo Pereira Campos
La antigua Fábrica cerámica de Jeronymo Pereira Campos fueron las instalaciones de la empresa del mismo nombre, situada en la ciudad portuguesa de Aveiro. Hoy en día alberga el Centro de Congresos de Aveiro.

## Historia
En 1896 se funda la empresa Jernymo Pereira Campos e Hijos (Ricardo, Domingos, Henrique y João), especializada en la fabricación de cerámica y tejas utilizando la materia prima de la región de Aveiro. En 1903 comienza una dura competencia con la empresa  cerámica Fuente Nova, con lo cual Pereira construye también una fábrica de vidrio. Con la llegada de la Primera Guerra Mundial se construye la fábrica actual y en 1923 pasa a ser sociedad anónima. En las sucesivas décadas integra a otras empresas: SARL, la Cerámica de Viana, Fábrica de Alvarães (Viana do Castelo), la Fábrica de Louça de Viana, da Meadela (Víana do Castelo) y la Fábrica do Sabugo (Sintra). En los años 60 pasa por dificultades económicas y finalmente pasa a control del Banco Pinto de Magalhães.

### Edificio

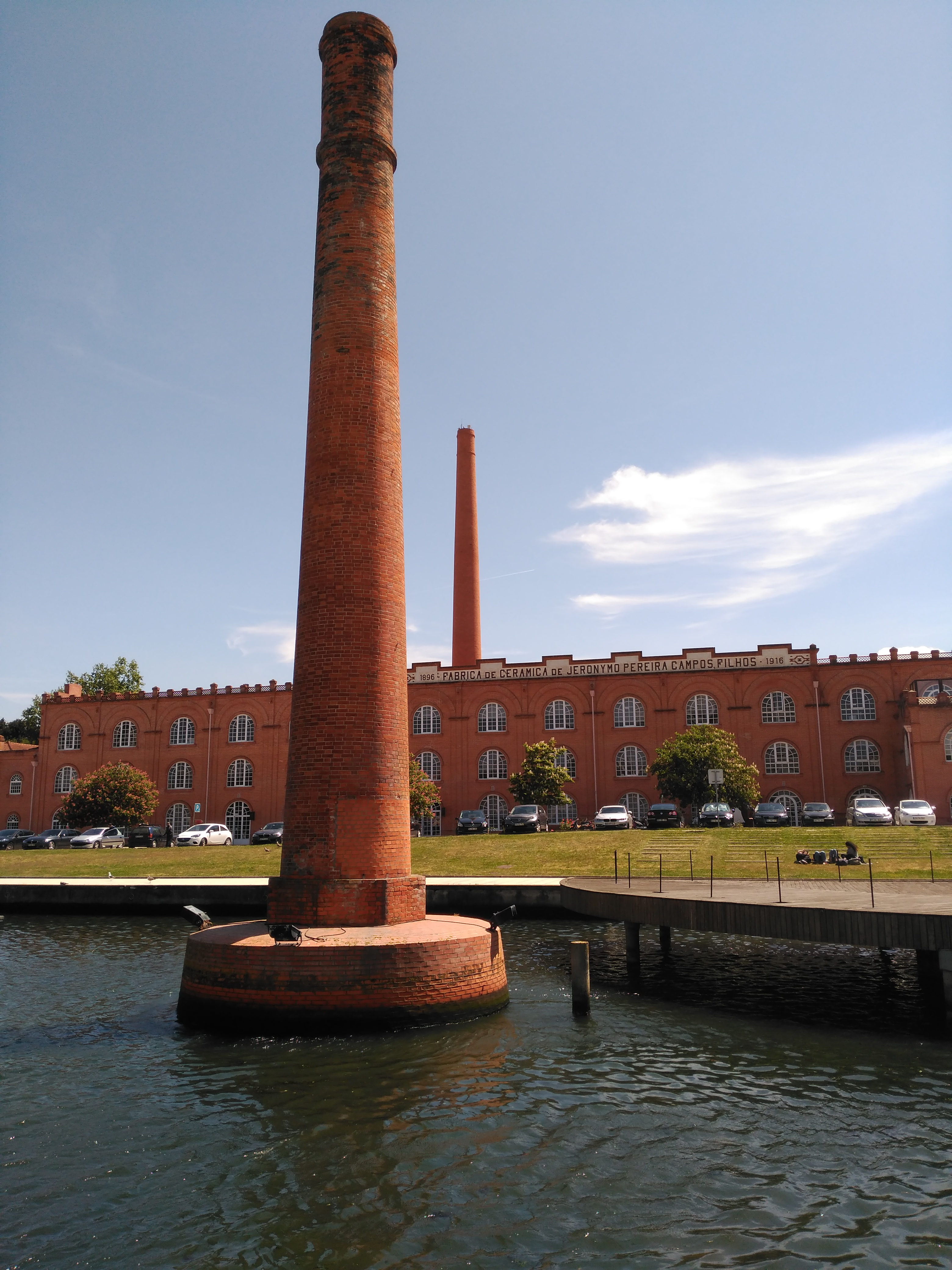
Chimenea sobre el lago

La fábrica fue abandonada y en 1995 comenzó su recuperación. Para ello se demolió casi todo el interior, conservando las fachadas y las chimeneas. El entorno fue a su vez recuperado. Se trata de un edificio inspirado en la arquitectura industrial inglesa con cerámica roja de la zona. Hay un cuerpo principal de tres plantas y otro de dos plantas que están calados con vanos de medio punto. La fachada es recorrida por una cornisa almenada donde se puede leer sobre azulejo el nombre de la empresa y la fecha de construcción. Por encima del edificio sobresale una chimenea de sección circular y ladrillo visto. Frente al edificio se abre un lago formado por una de las rías de Aveiro y en éste se sitúa, sobre el agua, otra de las chimeneas. 
Actualmente alberga el Centro Cultural e de Congresos de Aviero y un restaurante. Se conservan algunos de los hornos refractarios de la antigua factoría.